# Jacqueline Closset-Cloppin
Jacqueline Closset-Cloppin, née à Vilvorde le 31 juillet 1935 est une magistrate belge.

## Biographie

### Famille
Jacqueline Closset-Coppin est originaire, par son père, d'une famille de notaires français d'Arras émigrée à Ypres lors de la Révolution française.

### Carrière juridique
Jacqueline Closset-Coppin commence sa carrière comme avocate au barreau de Bruxelles, puis, en 1967, est juge au tribunal de première instance de Bruxelles. Elle est par la suite conseillère à la Cour d'Appel. Elle est la première femme à être première présidente de la Cour d'appel de Bruxelles. Elle prête serment devant le Roi de Belgique et le ministre de la justice Stefaan De Clerk le 22 février 1997. Dans ce cadre, elle soutient les magistrats de la jeunesse devant leur situation difficile.
En 2002 elle prend sa retraite.

### Vie privée
Jacqueline Coppin et Charles-Louis Closset se marient le 11 avril 1961.

## Hommages
Jacqueline Closset-Coppin est décorée :
- Grand officier de l’Ordre de la Couronne (1997)

- Officier de l’ordre de Léopold (2002)
- Chevalier de l’ordre de Léopold (1977)